# 베들레헴별꽃족
베들레헴별꽃족(בֵּית לֶחֶם--族, 학명: Ornithogaleae 오르니토갈레아이[*])은 무릇아과의 족이다.

## 하위 분류
- 베들레헴별꽃속(Ornithogalum L.)
- Albuca L.
- Dipcadi Medik.
- Pseudogaltonia (Kuntze) Engl.